# Shan State Army-North

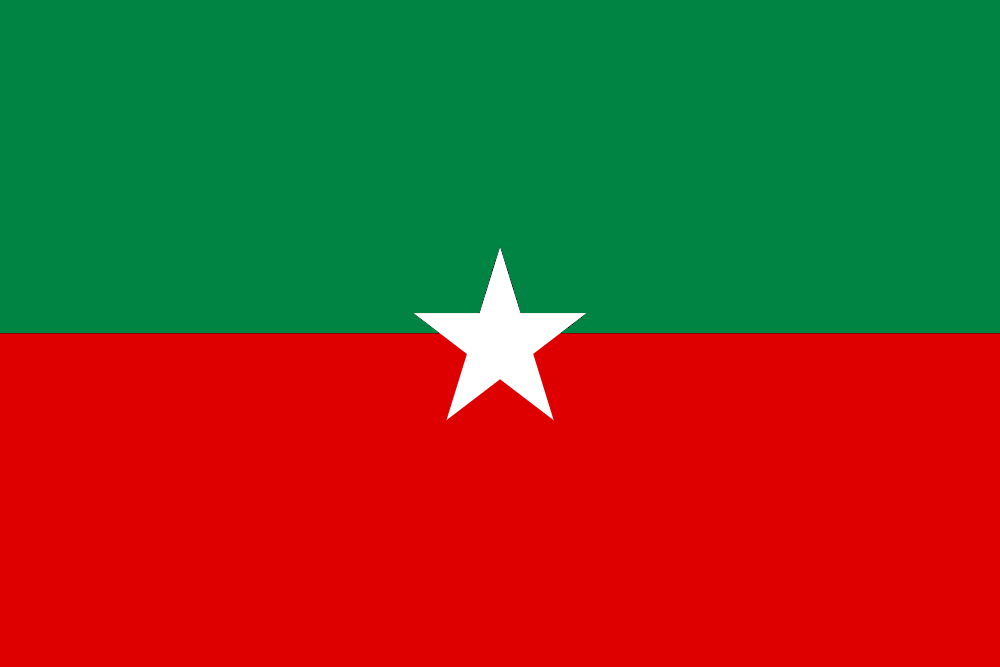
Fahne der SSA-N

Die Shan State Army-North (SSA-N) ist eine bewaffnete Gruppe in Myanmar, dem ehemaligen Birma, die sich für die Autonomie der Shan einsetzt. Sie ist der bewaffnete Arm der Shan State Progress Party (SSPP). Die SSA-N war eine derjenigen Gruppierungen Myanmars, die ihren bewaffneten Kampf gegen die birmanische Militärregierung, den Staatsrat für Frieden und Entwicklung (SPDC), 2009 eingestellt haben. Ursprünglich ein Teil der Communist Party of Burma, meuterten Mitglieder der Gruppe 1989 gegen die CPB-Führung. Bei Verhandlungen mit dem SPDC konnte die SSA-N Autonomie für ihr ehemaliges Operationsgebiet erreichen. Es entstand die Special Region 3 des Shan-Staats. Die Stärke der SSA-N betrug 2009 rund 4000 Mann.
Obwohl es einen Waffenstillstand zwischen der Zentralregierung und der SSA-N gab, griffen 2015 Truppen der Zentralregierung Positionen der SSPP an. Am 6. Oktober 2015 stürmten Truppen der Tatmadaw in einer Stärke von 20 Bataillonen die Positionen der SSPP. Die Tatmadaw-Truppen wurden von Kampfflugzeugen und Hubschraubern unterstützt. Die SSA-N musste ihre Stützpunkte aufgeben und in den Dschungel und in die Berge flüchten.
Ende 2021 und Anfang 2022 griffen SSA-N-Truppen zusammen mit UWSA und TNLA-Truppen Positionen der SSA-S im Norden des Shan-Staates an. Die SSA-S musste sich aus einigen Gebieten im Norden zurückziehen. Auch Einheiten der Tatmadaw wurden von den SSPP-geführten Truppen der SSA-N angegriffen.
2022 nahm die SSA-N an Friedensverhandlungen mit Min Aung Hlaing teil, weigerte sich aber, ein Waffenstillstandsabkommen (Nationwide Ceasefire Agreement) zu unterzeichnen.
2022 wird geschätzt, dass die SSA-N eine Stärke von rund 8000 Mann besitzt.

## Organisation
Die SSA-N bestand aus drei Brigaden, der 1., 3. und 7. Brigade. Aber die 3. und die 7. Brigade ergaben sich 2009 und verwandelten sich in Milizen unter der Kontrolle des myanmarischen Militärs, während die 1. Brigade unter der Kontrolle der SSPP verblieb.

## Verwechslungsgefahr
Nicht zu verwechseln ist die SSA-N mit der SSA-S, der Shan State Army-South.